# Estalagmita

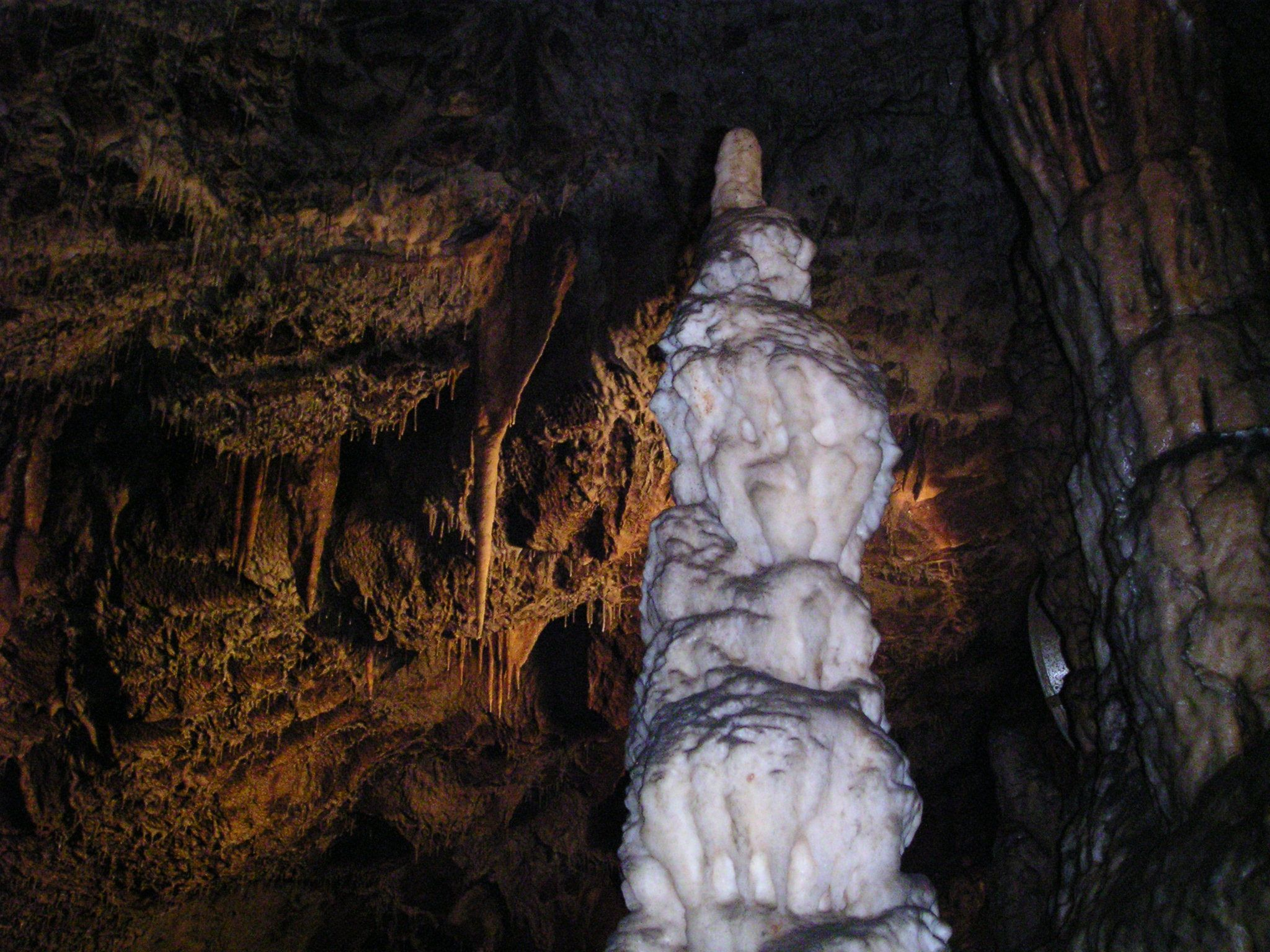
Estalagmita en la cueva Baradla (Hungría).

Una estalagmita (del griego Σταλαγμίτης Stalagmítēs ‘gota’) es un tipo de espeleotema (depósito de minerales que se forman por precipitación química) que se forma en el suelo de una cueva de caliza debido a la decantación de soluciones y la deposición de carbonato cálcico. La formación correspondiente en el techo de una cueva se conoce como estalactita. Si estas formaciones crecen lo suficiente para encontrarse, el resultado se denomina columna o pilar.

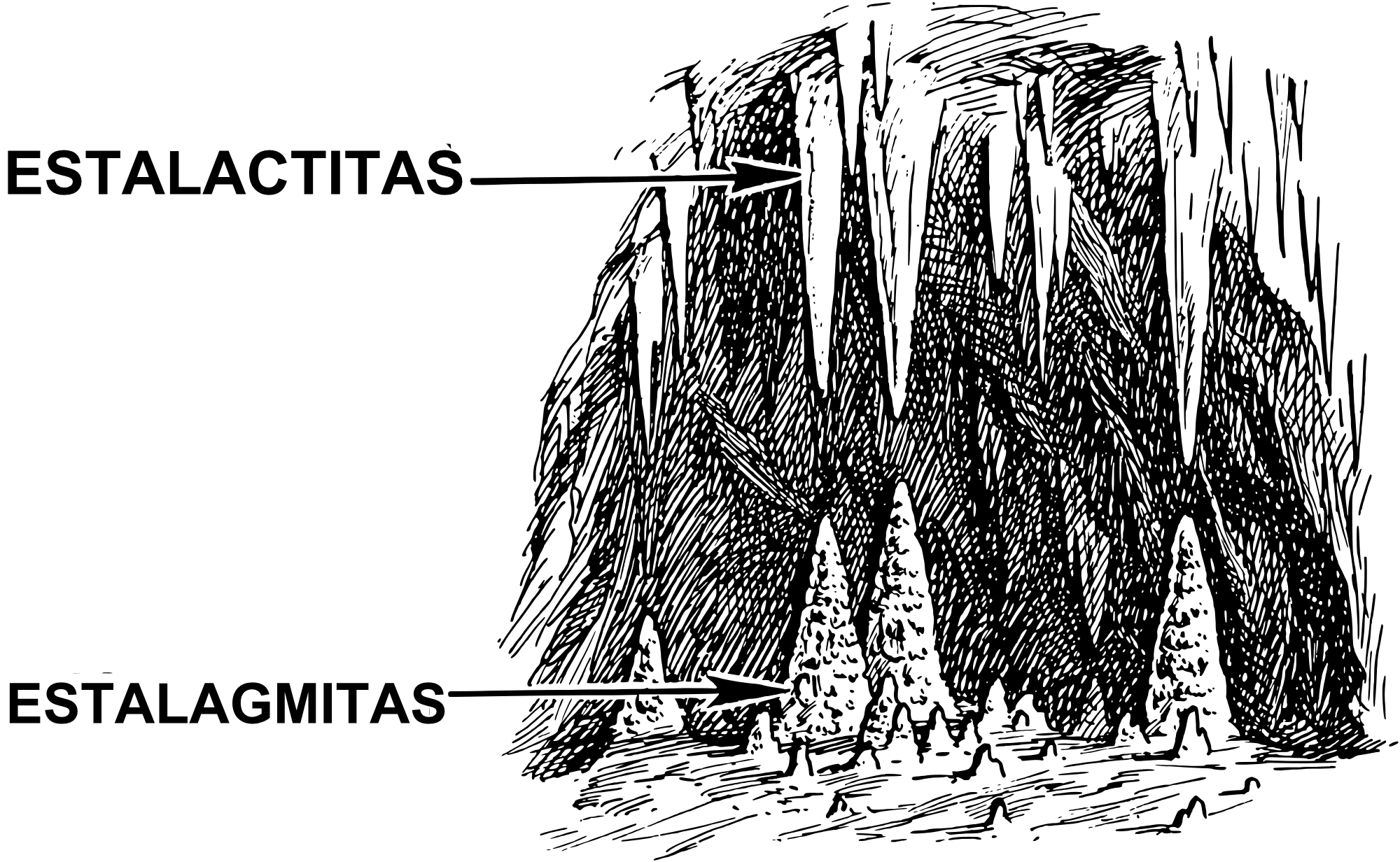

La estalagmita más alta se encuentra en la cueva de Zhin Jin, China; mide 70 metros de altura.
Similares estructuras pueden también formarse en tubos de lava, asociados con algunos tipos de estafilitos, aunque el mecanismo de formación es muy diferente. Estalactitas y estalagmitas pueden también formarse en techos y suelos de hormigón, aunque su formación es mucho más rápida que en los entornos naturales de las cavernas.